# Martin Westmont
Martin Björn Viktor Westmont, tidigare Eriksson och Myrén, född 30 oktober 1978 i Västerhaninge församling i Stockholms län, är en svensk politiker (sverigedemokrat). Han är ordinarie riksdagsledamot sedan 2022 för Stockholms kommuns valkrets.
Westmont kandiderade i riksdagsvalet 2022 och blev ersättare. Han utsågs till ny ordinarie riksdagsledamot från och med 12 oktober 2022 sedan Gabriel Kroon avsagt sig uppdraget. I riksdagen tjänstgör Westmont i konstitutionsutskottet och i EU-nämnden. Westmont kandiderade till regionfullmäktige (Region Stockholm) i valet 2022 och blev vald genom personkryss, men valde att avsäga sig mandatet till förmån för förtroendeuppdraget som riksdagsledamot. Som ledamot i kommunfullmäktige mellan åren 2014 till 2022 hade Westmont flertalet uppdrag som bland annat gruppledare för SD i kommunfullmäktige och som ledamot i utbildningsnämnden.